# Kinderbibelwoche
Eine Kinderbibelwoche (auch Kinderbibeltag(e)), kurz: KiBiWo (KiBiTa), ist ein Zeitraum, in dem sich speziell Kinder mit der Bibel auseinandersetzen. Christliche Kirchengemeinden sowie christliche Jugendverbände bringen Kindern ein bestimmtes Thema oder eine Geschichte aus der Bibel auf spielerische Weise nahe und diskutieren und gestalten christliche Themen.
Wesentlich bei jeder KiBiWo ist, dass die Kinder diese alte und fremde Welt biblischer Geschichten sowie die Lebenszusammenhänge der „Hauptpersonen“ kennenlernen. Und die Kinder sollen erfahren, dass die Erfahrungen der Menschen untereinander und mit Gott auch für ihr Leben relevant sein können.
Die Kinderbibelwoche ist ein Angebot für Kinder von etwa 6 bis 12 Jahren. Mit einem Programm aus Bibellesen, Liedern, Spielen, Theater, Basteln und Feiern verbringen Kinder und Mitarbeiter zwei bis fünf Nachmittage – oder Vormittage. Kinder lernen Gemeinde von ihrer fröhlichen, festlichen, einladenden Seite kennen.

## Kinderbibelwochenende
In vielen Gemeinden hat sich zudem das „Kinderbibelwochenende“ als Bestandteil der Kinderarbeit etabliert, welches zumeist einmal jährlich durchgeführt wird. Die Durchführung ist sowohl vor Ort wie auch unterwegs im Rahmen einer Fahrt möglich.

## Mitarbeiter
In vielen Gemeinden, in denen KiBiWos (sowohl -wochen als auch -wochenenden) durchgeführt werden, hat sich die Integration ehemaliger Teilnehmer als Helfer oder Betreuer durchgesetzt. So können Jugendliche, die schon seit ihrer Kindheit in der Gemeinde am Kinder- und Jugendprogramm teilnehmen, dieses schließlich aktiv mitgestalten und so den Kindern auch mit „jugendlichem Ratschlag“ zur Seite stehen und ihre eigenen Erfahrungen aus den KiBiWos ihrer Kindheit miteinfließen lassen.